# Siche Zaporojiano

Siche em Zaporojia, no diagrama da República Polaco-Lituana, da Horda da Crimeia e assim por diante, em 1600.

Siche Zaporojiano (em ucraniano:  Запорозька Січ, em russo:  Запорожская Сечь) é o nome de uma série de sucessivos centros militares e administrativos (sistemas políticos) dos cossacos da parte inferior do Rio Dniepre entre os séculos XVI e XVIII, chamados de "Siche" pelo nome da fortificação principal (acampamento militar) e "Zaporojiano" por sua localização na parte inferior do rio Dnieper, ao sul das difíceis corredeiras do rio Dnieper. O Siche estava localizado próximo aos cruzamentos do Dnieper, onde era mais fácil controlar os ataques dos tártaros da Crimeia na margem direita do Dnieper.